# Samuel P. Ferguson
Pour les articles homonymes, voir Ferguson.
Samuel P. Ferguson est un mathématicien américain, connu pour sa contribution à la démonstration de la conjecture de Kepler avec Thomas Hales.
Ferguson a obtenu en 1991 son Bachelor en mathématiques à l’université Brigham Young et en 1997 un Ph. D. à l’université du Michigan sous la direction de Thomas Hales avec un thèse intitulée « Sphere packings V ». Il travaille à la National Security Agency.
Une partie de sa thèse de doctorat est sa contribution à la solution de la conjecture de Kepler sur l’empilement de sphères. Hales avait décomposé le problème en environ 5000 cas particuliers. Le plus difficile de ces cas  « pentahedral prism » est le sujet de la thèse de Ferguson. Ferguson a également écrit une part importante des programmes qui constituaient une partie essentielle pour la solution du problème, et a optimisé les algorithmes impliqués.
En 2007, Ferguson obtient avec Hales le prix David P. Robbins  et en 2009 le prix Fulkerson.

## Publications
Premier article :
- Thomas C. Hales, « A proof of the Kepler conjecture », Annals of Mathematics, vol. 162, no 3,‎ 2005, p. 1063–1183. — La partie 5 de cet article est de Ferguson.

Le numéro 1 du volume 36 de Discrete and Computational Geometry, édité par Gábor Fejes Tóth (de) et  Jeffrey Lagarias, est un numéro spécial dédié à la preuve de la conjecture de Kepler. Il contient notamment : 
- Samuel P. Ferguson, « Sphere Packings, V. Pentahedral Prisms », Discrete and Computational Geometry, vol. 36, no 1,‎ 2006, p. 167–204 (MR 2229661).
- Samuel P. Ferguson et Thomas C. Hales, « A Formulation of the Kepler Conjecture », Discrete and Computational Geometry, vol. 36, no 1,‎ 2006, p. 21-69.

Un ouvrage regroupant les six articles constituant la preuve originale est : 
- Jeffrey Lagarias (éditeur), Samuel P. Ferguson et Thomas C. Hales, The Kepler conjecture : the Hales-Ferguson Proof, New York, Springer, 2011, xiv+456 (ISBN 978-1-4614-1128-4).  —  Le chapitre « Sphere Packings, V. Pentahedral Prisms », p. 235-274, est une réimpression annotée de l’article paru dans Discrete and Computational Geometry